# Géophone (musique)
Ne doit pas être confondu avec le capteur sismique géophone.

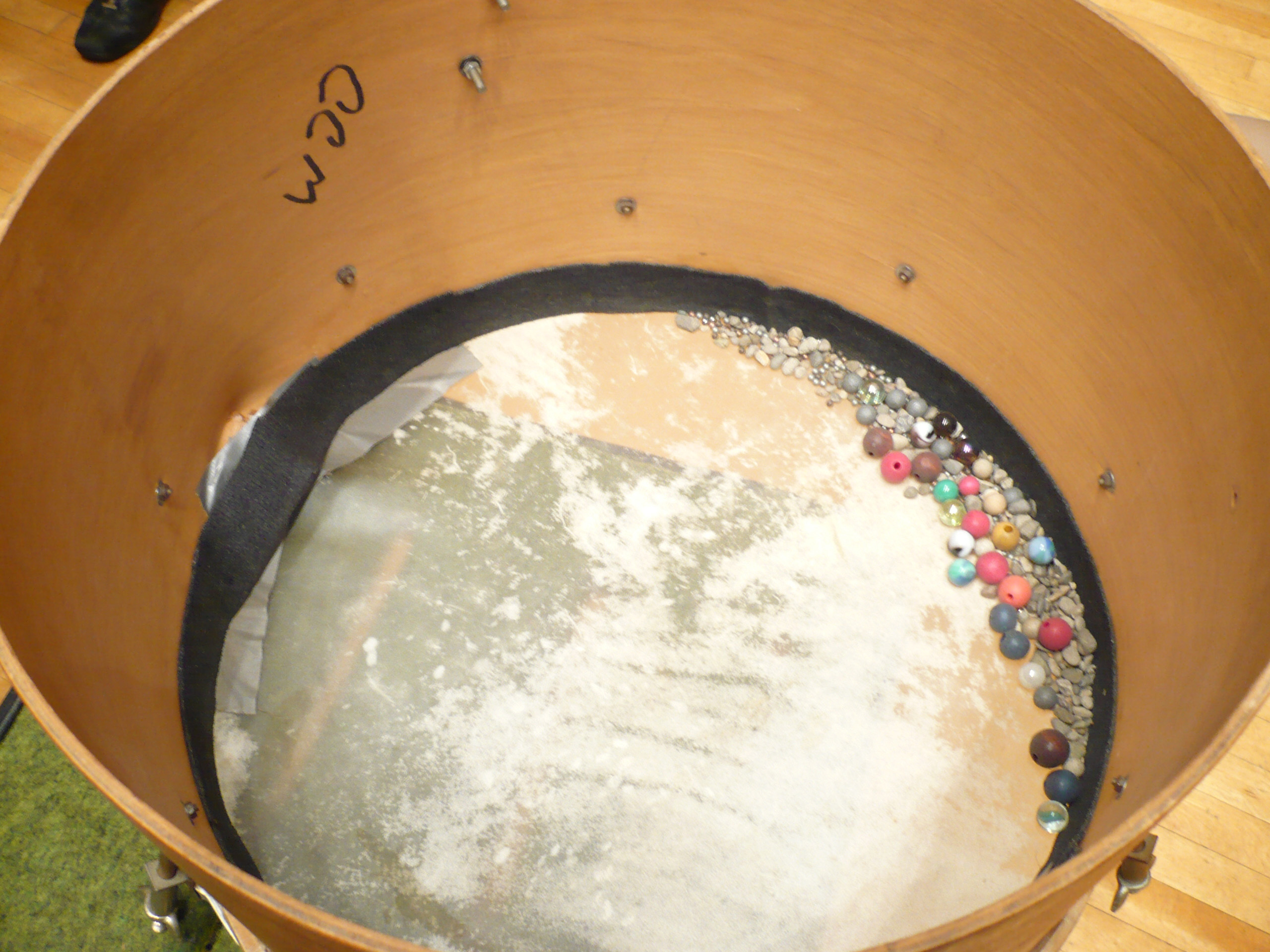
Un géophone assemblé pour une représentation en 2008 de Des canyons aux étoiles... d'Olivier Messiaen dans l'Ohio.

Le géophone, parfois appelé tambour océan (ou ocean drum), est un instrument de percussion composé d'un tambour rempli de centaines de grenailles de plomb, et est joué en le faisant tourbillonner lentement de sorte que le bruit des plombs ressemble au son de la terre sèche et mouvante.
L'instrument a été inventé par Olivier Messiaen pour être utilisé dans Des canyons aux étoiles..., sa grande composition pour piano et orchestre faite à la suite d'un voyage dans l'Utah.

## Historique
Olivier Messiaen charge un luthier parisien (en 1973 ou peu avant) de construire cet instrument-tambour qui est maintenant connu sous le nom de tambour océan. Il transporte cet instrument avec lui dans le monde entier lors des premières représentations de la composition musicale créée pour celui-ci.
L'épouse d'Olivier Messiaen, Yvonne Loriod, explique que lorsqu'elle et son mari récupère le nouvel instrument chez le fabricant, il fait dans la voiture un « splendide crescendo » à chaque fois qu'ils prennent un virage[réf. souhaitée].
Le premier concert avec le géophone est donné à New York en 1974[réf. souhaitée].

## Liste des pièces utilisant le géophone
- Des canyons aux étoiles... d'Olivier Messiaen
- Saint François d'Assise d'Olivier Messiaen
- Asyla de Thomas Adès[2]
- Ces locaux sont sous alarme par Thomas Adès[3]
- …vers une terre pure par Jonathan Harvey[4]
- Le Sacrifice par James MacMillan[réf. nécessaire]
- Dark Sisters par Nico Muhly[5]
- The Compass par Liza Lim, (l'a appelé « ocean drum » dans la partition)[6]
- Songs of Sailor and Sea par Robert W. Smith, (mentionné dans la partition comme « ocean drum »)[7].